# Jornal de Angola
Le Jornal de Angola est un quotidien angolais.
Créé à l'indépendance du pays en 1975, sur les travces du , il était le seul quotidien du pays jusqu'en 2008. 
Il reste pour autant par la suite le principal journal du pays avec 53,6 % des parts de marché notamment. 
Le rédacteur en chef du journal est Diogo Paixão. L'organisation utilise des sources de l'Agência Angola Press, de l'Agence France-Presse, de Reuters, de l'EFE ou de la Prensa Latina. Le journal est publié à Luanda par les Edições Novembro. En plus du journal imprimé, il a aussi une édition en ligne.